# Hannelore Schmatz
Hannelore Schmatz (* 16. Februar 1940 in Regensburg; † 2. Oktober 1979 am Mount Everest) war eine Bergsteigerin und die erste Deutsche, die auf dem Gipfel des Mount Everest stand.

## Leben
Im Jahr 1975 bestieg Schmatz den Gipfel des Tirich Mir. Vier Jahre später nahm sie zusammen mit ihrem Mann Gerhard Schmatz an einer Expedition zum Mount Everest über den Südostgrat teil, die klassische Süd- oder Hillary-Route. Einen Tag nachdem ihr Mann auf dem Gipfel gestanden hatte, entschloss sie sich kurzfristig, mit der nächsten Mannschaft ebenso vom Südsattel zum Gipfel aufzusteigen, obwohl sie das ursprünglich nicht fest geplant hatte. Gerhard Schmatz war der Expeditionsleiter und zu jener Zeit mit 50 Jahren der älteste Mensch, der es auf den Gipfel geschafft hatte. Hannelore Schmatz starb an Erschöpfung beim Abstieg in einer Höhe von 8300 m, kurz nachdem sie ihren Kletterpartner, den Amerikaner Ray Genet, an Erschöpfung hatte sterben sehen.
1984 starben auf einer Expedition der nepalesischen Grenzpolizei der Polizeiinspektor Yogendra Bahadur Thapa und der Sherpa Ang Dorje durch Absturz, als sie versuchten, die Leiche von Hannelore Schmatz zu bergen.
Über Jahre waren die sterblichen Überreste von Hannelore Schmatz eine Landmarke beim Anstieg vom Südsattel Richtung Gipfel. Sie saß einige hundert Höhenmeter über dem Südsattel, an ihren Rucksack gelehnt; ihr braunes Haar wehte im Wind. Die dänische Juristin und Bergsteigerin Lene Gammelgaard zitierte in ihrem Buch Climbing High über ihre Everest-Besteigung in der Katastrophensaison 1996 den norwegischen Bergsteiger und Expeditionsleiter Arne Næss, dass sich Bergsteiger beim Vorbeistieg von den offenen Augen von Hannelore Schmatz verfolgt gefühlt hätten. Dies war vermutlich entweder eine optische Täuschung oder eine Halluzination infolge der Höheneinwirkungen, für die es viele Beispiele am Everest gibt.
Höhenstürme haben ihre sterblichen Überreste wahrscheinlich über den Grat hinunter in die Kangshung-Wand geweht.
Die erste Deutsche, die auf dem Gipfel stand und dann auch zurückkehrte, war erst 20 Jahre später Helga Hengge, die 1999 auf der tibetischen Nordseite des Everest an einer Expedition von Russell Brice teilnahm.